# Litauens håndboldlandshold (damer)
Litauens håndboldlandshold er det litauiske landshold i håndbold for kvinder. De bliver reguleret af Lietuvos Rankinio Federacija, og deltager i internationale håndboldkonkurrencer.

## Resultater

### VM
- 1993 – 13.-plads

### EM
- 1996 – 12.-plads

## Nuværende trup
Oversigten er opdateret til og med 5. oktober 2017
| Nr. | Navn                  | Position     | Klub                     |
| --- | --------------------- | ------------ | ------------------------ |
| 2   | Simona Kazlauskaitė   | Højre back   | MRK Žalgiris Kaunas      |
| 3   | Zivile Jurgutyte      | Playmaker    | Bayer Leverkusen         |
| 5   | Roberta Ivanauskaite  | Venstre back | Fredericia HK            |
| 7   | Marija Gedroit        | Venstre back | Bayer Leverkusen         |
| 8   | Vilte Lubyte          | Højre back   | MRK Žalgiris Kaunas      |
| 9   | Diana Šatkauskaitė    | Venstre back | Valur                    |
| 13  | Audinga Kniubaitė     | Stregspiller | MRK Žalgiris Kaunas      |
| 14  | Greta Kavaliauskaité  | Venstre fløj | IBV Vestmannaeyjar       |
| 17  | Inesa Verbovik        | Venstre back | MRK Žalgiris Kaunas      |
| 18  | Laima Bernatavičiütė  | Venstre back | Kontraktløs              |
| 20  | Greta Rinkeviciute    | Stregspiller | HC SM Garliava           |
| 23  | Neringa Gudaitytė     | Playmaker    | Šiaulių Sporto Gimnazija |
| 28  | Brigita Ivanauskaite  | Playmaker    | Fredrikstad BK           |
| 34  | Kristina Kvedariene   | Målvogter    | MRK Žalgiris Kaunas      |
| 73  | Greta Sadauskaitė     | Højre fløj   | Ukendt                   |
| 90  | Amanda Jasiulevičiütė | Målvogter    | MRK Žalgiris Kaunas      |